# Benavites
Benavites és un municipi del País Valencià que es troba a la comarca del Camp de Morvedre.
Limita amb Quartell, Sagunt i Almenara (a la comarca de la Plana Baixa).

## Geografia
La vila de Benavites està situada en el sector nord-est de la Vall de Segó. Té una superfície de 4,30 km². La població se situa a una altitud de 36 metres sobre el nivell del mar.
El terme està drenat pel barranc de l'Arquet, nom que fa referència a una conducció d'aigua de la Font de Quart a Almenara. El xicotet aqüeducte va ser destruït per la riuada de 1965, i hui dia solament són visibles alguns arcs dels laterals. La vila es comunica per carretera local amb Quartell i Almenara.

## Història
Al llarg dels segles, la vila ha conegut diversos noms, tots ells variants de l'actual: Benedites, en 1795, així el va anomenar Cavanilles (1745-1804), també es va escriure Benidites i Benedictes fins a arribar al nom actual.
S'han trobat inscripcions llatines, la qual cosa demostra el pas del romans. L'origen del poble sembla el resultat de l'agrupació de diverses alqueries musulmanes agrupades amb el nom d'Ibn-Abidis. Després de la conquesta fou donada per Jaume I (1208-1276) a Bernat Matoses, la família del qual el vengué en 1394 a Bernat Vives de Canyamars. Posteriorment passà a mans del Consell de València, que més tard el va vendre a la Corona. El segle xv tornà a ser lloc de senyoriu, pertanyent als comtes d'Almenara i Cocentaina, els quals ordenaren la construcció de la Torre de la Senyoria. L'any 1619 fou venut a Pere Eixarch de Bellvís; en 1624 fou convertit en comtat i el 1628 en marquesat. Pertanyé a eixa família fins a la supressió dels senyorius el 1814. Durant el segle xix s'afegiren al municipi una sèrie de llocs confinants, dels quals destaca l'annexió de Benicalaf el 1856, que va donar lloc a diversos conflictes amb Faura i Benifairó per causa de les aigües de reg.

## Demografia
| 1990 | 1992 | 1994 | 1996 | 1998 | 2000 | 2002 | 2004 | 2005 | 2007 |
| ---- | ---- | ---- | ---- | ---- | ---- | ---- | ---- | ---- | ---- |
| 664  | 665  | 667  | 651  | 650  | 634  | 627  | 649  | 636  | 624  |

## Economia
L'economia local es basa totalment en l'agricultura. Tota ella de regadiu, amb la taronja com a producció més important, seguida per les hortalisses i els arbres fruiters. La manipulació i comercialització de la taronja configuren altres sectors econòmics importants.

## Política i govern

### Composició de la Corporació Municipal
El Ple de l'Ajuntament està format per 7 regidors. En les eleccions municipals de 26 de maig de 2019 foren elegits 4 regidors del Partit Popular (PP) i 3 del Partit Socialista del País Valencià (PSPV-PSOE).
| Eleccions municipals de 26 de maig de 2019 - Benavites                                                                        |                                          |                                     |                                     |      |          |          |
| Candidatura | Candidatura                              | Candidatura                         | Cap de llista                       | Vots | Vots     | Regidors |
| | Partit Popular                           |                                     | Carlos Gil Santiago                 | 232  | 55,11%   | 4 ()     |
| | Partit Socialista del País Valencià-PSOE |                                     | Salvador Gabriel Alfonso Martínez   | 187  | 44,42%   | 3 (+1)   |
| | Vots en blanc                            |                                     |                                     | 2    | 0,48%    |          |
| Total vots vàlids i regidors                                                                                                  | Total vots vàlids i regidors             | Total vots vàlids i regidors        | Total vots vàlids i regidors        | 421  | 100 %    | 7        |
| | Vots nuls                                | Vots nuls                           | Vots nuls                           | 15   | 3,44%    |          |
| Participació (vots vàlids més nuls)                                                                                           | Participació (vots vàlids més nuls)      | Participació (vots vàlids més nuls) | Participació (vots vàlids més nuls) | 436  | 84,32%** |          |
| Abstenció | Abstenció                                | Abstenció                           | Abstenció                           | 81*  | 15,68%** |          |
| Total cens electoral | Total cens electoral                     | Total cens electoral                | Total cens electoral                | 517* | 100 %**  |          |
| Alcalde: Carlos Gil Santiago (PP) (15/06/2019) Per majoria absoluta dels vots dels regidors (4 vots de PP)                    |                                          |                                     |                                     |      |          |          |
| Fonts: JEC, JEZ Sagunt, M. Interior, Periòdic Ara. (* No són vots sinó electors. ** Percentatge respecte del cens electoral.) |                                          |                                     |                                     |      |          |          |

### Alcaldes
Des de 2011 l'alcalde de Benavites és Carlos Gil Santiago del Partit Popular, qui ja va ser alcalde entre 1999 i 2003.
| Període                       | Alcalde o alcaldessa   | Partit polític | Data de possessió | Observacions |
| ----------------------------- | ---------------------- | -------------- | ----------------- | ------------ |
| 1979–1983                     | José Navarro Vilanova  | UCD            | 19/04/1979        | --           |
| 1983–1987                     | José Navarro Vilanova  | AEIB           | 28/05/1983        | --           |
| 1987–1991                     | Manuel Gómez Alcaide   | PSPV-PSOE      | 30/06/1987        | --           |
| 1991–1995                     | Manuel Gómez Alcaide   | PSPV-PSOE      | 15/06/1991        | --           |
| 1995–1999                     | Mario Gómez Gómez      | PSPV-PSOE      | 17/06/1995        | --           |
| 1999–2003                     | Carlos Gil Santiago    | PP             | 03/07/1999        | --           |
| 2003–2007                     | Soraya Sanchis Escrivá | PSPV-PSOE      | 14/06/2003        | --           |
| 2007–2011                     | Soraya Sanchis Escrivá | PSPV-PSOE      | 16/06/2007        | --           |
| 2011–2015                     | Carlos Gil Santiago    | PP             | 11/06/2011        | --           |
| 2015–2019                     | Carlos Gil Santiago    | PP             | 13/06/2015        | --           |
| 2019-2023                     | Carlos Gil Santiago    | PP             | 15/06/2019        | --           |
| Des de 2023                   | Carlos Gil Santiago    | PP             | 17/06/2023        | --           |
| Fonts: Generalitat Valenciana |                        |                |                   |              |

## Monuments

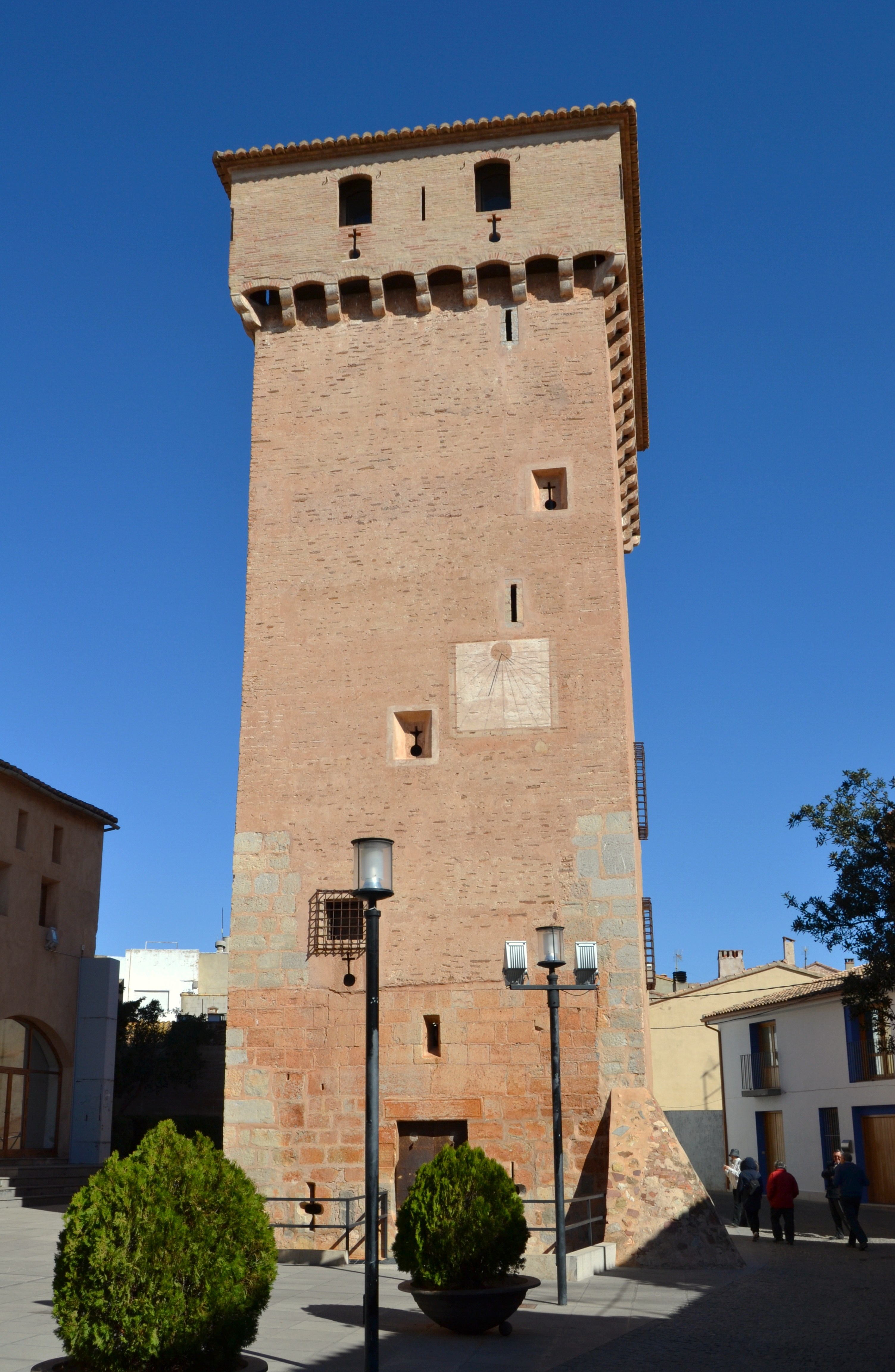
Torre de Benavites

- Església de Nostra senyora dels Àngels. Segle XVIII.
- La Torre. Està situada al centre del poble, orientada al sud, i segons alguns, data de principi del segle xiv, mentres que uns altres la consideren posterior al segle xv. Possiblement en el seu temps no tindria cap tipus edificació en el seu entorn. Actualment la porta de la torre està envoltada pels murs d'un xicotet pati descobert, amb un fossat ample i profund. Existix una obertura vertical proveïda d'una corriola de ferro per la qual en origen devia haver-hi una corda que maniobrava el pont. Ni el pont ni el torn existixen actualment.

## Festes i celebracions
Les festes de Benavites obrin la temporada de festes en la Vall de Segó, les quals són a la fi de juny, seguides de Quartell al juliol, Faura a l'agost, Benifairó a principis de setembre i Quart a la fi de setembre. Les festes de Benavites igual que els altres municipis estan constituïdes per balls, bous, teatres.

## Persones il·lustres
- Daniel Gómez Giménez. Pilotari.
- Melchor Fauli Garces. Pilotari.
- Víctor J. Hernández, naturalista, escriptor i divulgador ambiental. Va traslladar el seu domicili a Benavites en 2008.